# Bram van Leeuwen
Abraham (Bram) van Leeuwen, ook bekend als Prince de Lignac en Hertog van Soveria Simeri, (Rotterdam, 18 juli 1918 - Málaga, 27 mei 2001) was een succesvolle Nederlandse zakenman en multimiljonair.

## Leven en werk
Van Leeuwen groeide onder armoedige omstandigheden op in Rotterdam. De vernedering dat hij als een van de twee arme kinderen op school zijn boeken moest lenen en kaften, heeft een grote indruk op hem gemaakt. Deze ervaring was de voedingsbodem van zijn levenswens om rijk en succesvol te worden.
Na de HBS ging hij de journalistiek in, eerst bij het Delfts Volksdagblad, later bij het Dagblad van Rotterdam. Aan die journalistieke loopbaan kwam een einde in 1941, toen hij een hogerberoepzaak tegen de weigering hem op te nemen in het Beroepsregister van het Departement van Volksvoorlichting en Kunsten verloor. Vanwege zijn Joodse achtergrond (Joodse vader) werd hem het recht om werkzaam te zijn in de journalistiek geweigerd.
In 1947 ging hij 7 maanden, en later nog eens 9 maanden, naar de gevangenis wegens onder meer belastingfraude.
Hij bouwde een zeer winstgevende internationale groep bedrijven op, waaronder onderwijsinstelling Nederlands Talen Instituut,  postorderbedrijf Keurkoop en uitgeverij Lekturama.
In de decennia na de Tweede Wereldoorlog was homoseksualiteit op privégebied maar zeker ook op zakelijk gebied nog een groot taboe. Abraham van Leeuwen was een van de zeer weinige captains of industry die er openlijk voor uitkwamen homoseksueel te zijn. Van Leeuwen gaf aan dat de tegenstand die hij ondervond vanuit het, veelal homofobe, bedrijfsleven, hem sterkte om succesvoller te zijn dan zijn belagers, hetgeen hem uiteindelijk gelukte.
Toen hij in 1978 extra geld aan zijn bedrijven wilde onttrekken voor het kopen van een duur jacht, maar zijn topfunctionarissen met bezwaren kwamen wegens diverse nodige investeringen, besloot hij niet "het rijkste lijk van het kerkhof" te willen worden, en daarom zijn bedrijven te verkopen en van de opbrengst te gaan genieten. Deze verkoop vond plaats in 1980 aan het Vendex-concern van Anton Dreesmann.
Hij stond bekend als een excentriekeling en was de laatste decennia van zijn leven (1980-2001) vooral beroemd door zijn jetset-leven in het zuiden van Spanje en aan boord van zijn jacht. Hij was eigenaar van een 60 meter lang jacht (de New Horizon L.) van werf Royal van Lent (Feadship), waarvan zelfs de luchtroosters van goud waren. De gasten gebruikten o.a. gouden tandenborstels. Aan het einde van de cruise kregen ze de tandenborstel als cadeau mee. Het personeel aan boord bestond uit jongemannen uit Zuidoost-Azië. Op een vraag waarom hij exclusief deze jongens in dienst nam antwoordde van Leeuwen dat zij de beste zijn om te dienen.
Van Leeuwen overleed in mei 2001 op 82-jarige leeftijd in Zuid-Spanje, na een kort ziekbed. Zijn vermogen, dat werd geschat op € 219 miljoen, ging voor een klein deel (€ 35 miljoen plus zijn superjacht New Horizon L, verkocht voor € 12 miljoen) naar zijn partner Hans Verver. Het overgrote deel (€ 110 miljoen) kwam ten goede aan de door Van Leeuwen opgerichte Van Leeuwen Van Lignac Stichting, die als doelstelling heeft de bevordering van het welzijn van kinderen en bejaarden in de gemeente Rotterdam.